# Gambrus conjugens
Gambrus conjugens là một loài tò vò trong họ Ichneumonidae.